# 熊本県立八代南高等学校
熊本県立八代南高等学校（くまもとけんりつ やつしろみなみこうとうがっこう）は、かつて熊本県八代市渡町松上に所在した公立の高等学校。

## 設置学科
- 普通科

## 沿革
- 1979年 - 開校。
- 1985年 - 理数科設置
- 2005年 - 理数科廃止。1学年普通科4クラス編成となる。
- 2012年 - 熊本県立氷川高等学校と統合し、熊本県立八代清流高等学校が発足。
- 2014年3月31日 - 閉校。

## 部活動

### 運動部
- 女子陸上部
- 野球部
- バレーボール部
- バスケットボール部
- 女子テニス部
- 卓球部
- 剣道部
- サッカー部
- バドミントン部
- ボート部
- ホッケー部

### 文化部
- 吹奏楽部
- 美術部
- 書道部
- 演劇部
- 英語部
- 茶道部
- 華道部
- 放送部
- 科学部
- コンピューター同好会(2010年　廃部）